# Michalková
Michalková (Hongaars: Zólyommihályi) is een Slowaakse gemeente in de regio Banská Bystrica, en maakt deel uit van het district Zvolen.
Michalková telt 42 inwoners.
Babiná · Babiná · Bacúrov · Breziny · Budča · Bzovská Lehôtka · Dobrá Niva · Dubové · Hronská Breznica · Kováčová · Lešť · Lieskovec · Lukavica · Michalková · Očová · Ostrá Lúka · Pliešovce · Podzámčok · Sása · Sielnica · Sliač · Tŕnie · Turová · Veľká Lúka · Zvolen · Zvolenská Slatina · Železná Breznica